# Bitlis
Bitlis (en kurdo, Bilîs o Bedlîs; en armenio, Baghaghesh y posteriormente Baghesh) es un distrito y una ciudad situada al este de Turquía y capital de la provincia de Bitlis. Tiene una población de 43.359 habitantes (2007).
La ciudad de Bitlis se encuentra a 1.400 metros sobre el nivel del mar, a 15 km de la orilla del lago Van, en el valle del río Bitlis, afluente del río Tigris. La economía local está basada principalmente en productos agrícolas como la fruta, los cereales y el tabaco. Existe una industria limitada, enfocada en el cuero, la fabricación de tabaco y la producción y teñido de tejidos. Bitlis está conectada por carretera a otras ciudades, como Tatvan, ciudad situada en el lago Van a 25 km al noreste, Muş, a 100 km al noroeste, y Diyarbakır, a 200 km al oeste. El clima de Bitlis puede ser extremo, con inviernos largos y grandes nevadas, y veranos cálidos y húmedos.

## Etimología
Una explicación popular del nombre Bitlis, aunque sin ninguna base histórica, es que proviene de Bedlis, nombre de un comandante a quien, según se dice, Alejandro Magno ordenó construir el castillo de Bitlis.

## Historia
En el siglo IX, Bitlis se encontraba bajo dominio de los emires de Arzan. Un siglo después, pasó a las manos de los emires de Mancicerta. Bitlis fue atacada en 972 por el Imperio bizantino en su intento por anexionarse los territorios de los reinos armenios y los principados árabes que rodeaban el lago Van. A finales del siglo XI, con la caída de la dominación bizantino tras la batalla de Malazgirt, Bitlis cayó bajo control de Togan Arslan, perteneciente a la dinastía de Shah Arman, de Ahlat.

### Emirato
Bitlis fue un emirato kurdo desde el siglo XIII hasta el XIX. Estuvo subordinado a los poderes que gobernaban en la región de Van, aunque siempre mantuvo cierto nivel de independencia. Esta dinastía kurda duró hasta 1849, cuando un gobernador otomano acabó con el último emir. La ciudad acogió al historiador kurdo del siglo XVI Sharaf al-Din Bitlisi, quien también fue nombrado príncipe del Imperio persa y, posteriormente, del Otomano.

### Primera Guerra Mundial
Antes del genocidio armenio (1915-1917), un tercio de la población de Bitlis era armenia. En 1915, turcos y kurdos dirigidos por Jevdet Bey Pasha acabaron con la vida de 15.000 armenios en Bitlis.
En febrero de 1916 y como parte de la Campaña del Cáucaso, las tropas rusas lanzaron una ofensiva para capturar las ciudades de Muş y Bitlis. Muş cayó el 16 de febrero. En Bitlis, las tropas turcas se encontraban en una ubicación fuerte, a las afueras de la ciudad, y no se les podía rodear gracias a lo estrecho que es el valle. En la noche del 2 al 3 de marzo, el Ejército ruso tomó la posición turca y se hizo con 1000 prisioneros. Los turcos abandonaron Bitlis, retirándose hacia Siirt. Una fuerza turca, dirigida por Mustafa Kemal Atatürk, había avanzado para defender Bitlis, pero no llegó a tiempo. En agosto de 1916, el 2º ejército turco inició una ofensiva contra el Ejército ruso al este de Turquía. El 2 de agosto, las fuerzas de Mustafa Kemal, junto con los irregulares kurgos, atacaron Bitlis y Muş. Temiendo verse rodeado, el General Nazarbekov abandonó Bitlis el 5 de agosto. Cuando cayó Muş, decidió abandonar Tatvan y el valle de Muş, retirándose a Ahlat. En septiembre, la ofensiva turca se detuvo y comenzó a retroceder. Nazarbekov avanzó según las tropas turcas iban retirándose de Tatvan y de Muş, pero no contaba con las fuerzas suficientes para ocupar de nuevo Bitlis, ya que se acercaba el invierno. La Revolución rusa de 1917 evitó otras conquistas. Durante la ocupación, las tropas rusas y los insurgentes armenios llevaron a cabo atrocidades contra la población musulmana.

## Bitlis en la actualidad
Bitlis conserva más arquitectura medieval y tradicional que cualquier otra ciudad del este de Turquía. Los ejemplos se encuentran en buen estado y están construidos con piedra de la zona, de color claro y que a veces se llama piedra Ahlat.
La ciudad cuenta con un gran número de edificios islámicos medievales, entre ellos mezquitas, madrazas y tumbas. Realizados principalmente por los gobernantes locales kurdos, el estilo de estos edificios es conservador y similar a las anteriores estructuras de la época selyúcida. Entre los principales monumentos se encuentran la mezquita Ulu, del siglo XII, y su minarete del siglo XV, y la madraza Gokmeydani y la mezquita Sherefiye, ambas del siglo XVI. Hasta 1915, había cinco monasterios armenios y varias iglesias; de ellos, solo queda una iglesia armenia del siglo XIX, que actualmente se utiliza como almacén.
Bitlis también destaca por sus numerosas casas antiguas. Se trata de edificaciones de piedra con estructuras grandes e impresionantes. La mayoría de ellas tienen dos plantas, aunque también existen de tres. La planta baja está destinada generalmente al almacenamiento y a los establos, mientras que las plantas superiores albergan las habitaciones. Por esta razón, la planta inferior no dispone apenas de ventanas, al contrario que las plantas superiores. Los tejados son planos y cubiertos de arcilla. A diferencia de las casas tradicionales de Erzurum o Van, las de Bitlis no cuentan con ventanas en saliente.

## Ciudades hermanadas
- Isparta, Turquía